# 睢南郡
睢南郡，中国南北朝时设置的郡。
东魏武定六年（548年）置，治所在斛城县（今安徽省宿州市北符离集东北）。北齐天保七年（556年）移治符离县（今安徽省宿州市东）。隋朝开皇初年废。